# マルセル・キント
マルセル・キント（Marcel Kint、1914年9月20日 - 2002年3月23日）は、ベルギー、ズウェヴェヘム出身の自転車競技（ロードレース）選手。

## 来歴
第二次世界大戦前最後のレースとなった、1938年の世界自転車選手権・プロロードレースを制した他、3回の優勝歴があり、2010年現在最多優勝回数を誇るフレッシュ・ワロンヌ、パリ〜ルーベ、ヘント〜ウェヴェルヘムなどを制覇した経験を有するクラシックスペシャリスト。
1938年には、非公式ながらも、ロードレースの年間シリーズ戦王者となった。また、同年のパリ〜ブリュッセルの優勝は、断然トップでゴール地点となる自転車競技場に入ってきたロマン・マースが周回を誤認し、途中でレースをやめたことに起因するものである。

## 主な戦績
1936
ツール・ド・フランス 総合9位(区間1勝＝第19）
1938
世界自転車選手権・プロロードレース 優勝
ツール・ド・フランス 総合9位(区間3勝＝第15、16、18)
パリ〜ブリュッセル 優勝
リエージュ〜バストーニュ〜リエージュ 2位
ロンド・ファン・フラーンデレン 3位
1939
ツール・ド・フランス 区間2勝＝8A、18B
 ベルギー選手権・個人ロードレース 優勝
1943
フレッシュ・ワロンヌ 優勝
パリ〜ルーベ 優勝
1944
フレッシュ・ワロンヌ 優勝
1945
フレッシュ・ワロンヌ 優勝
1949
ヘント〜ウェヴェルヘム 優勝